# یوواکوی (آماسیه)
یوواکوی (به ترکی استانبولی: Yuvaköy) یک منطقهٔ مسکونی در ترکیه است که در آماسیه واقع شده‌است.